# Platja de La Isla
Platja de La Isla està situada en el concejo de Colunga, al Principat d'Astúries. Pren el nom d'un illot situat en el seu marge esquerre, amb la qual s'uneix en les baixamars a través d'un tómbol. És la platja més visitada del concejo. Forma part de la Costa oriental d'Astúries.

## Serveis
La platja de l'illa disposa de tot tipus d'equipaments i serveis:
- Aparcament
- Dutxes
- Lavabos
- Servei socorristes diari
- Restaurants i quiosquets
- Telèfons
- Papereres
- Servei de neteja